# Irsta socken
Irsta socken i Västmanland ingick i Siende härad, uppgick 1967 i Västerås stad och området ingår sedan 1971 i Västerås kommun och motsvarar från 2016 Irsta distrikt.
Socknens areal är 47,44 kvadratkilometer, varav 47,28 land. År 2000 fanns här 3 122 invånare. Tätorten Irsta, herrgården Gäddeholm samt sockenkyrkan Irsta kyrka ligger i socknen. 

## Administrativ historik
Irsta socken har medeltida ursprung.
Vid kommunreformen 1862 övergick socknens ansvar för de kyrkliga frågorna till Irsta församling och för de borgerliga frågorna till Irsta landskommun. Landskommunen inkorporerades 1952 i Kungsåra landskommun  som 1967 uppgick i Västerås stad som 1971 ombildades till Västerås kommun. Församlingen uppgick 2006 i Kungsåra församling.
1 januari 2016 inrättades distriktet Irsta, med samma omfattning som församlingen hade 1999/2000.  
Socknen har tillhört fögderier, tingslag och domsagor enligt vad som beskrivs i artikeln Siende härad.  De indelta soldaterna tillhörde Västmanlands regemente, Livkompaniet och Livregementets grenadjärkår, Livkompaniet.

## Geografi
Irsta socken ligger sydost om Västerås öster om Västeråsfjärden. Socknen är en öppen slättbygd i väster och dalgångsbygd omgiven av skog i öster.

## Fornlämningar
Från bronsåldern finns många spridda gravar samt skärvstenshögar och skålgropsförekomster. Dessa tyder på en tät bygd på bronsåldern. Järnåldern representeras av de flesta lämningarna, vilka ligger på cirka 70 gravfält. De äldre gravarna ansluter till omkring 9 km stensträngar, tillika 15 husgrundsterrasser.

## Namnet
Namnet (1292 Yristum) kommer från kyrkbyn. Efterleden är sta(d), 'ställe'. Förleden innehåller möjligen mansnamnet Iri.

## Befolkningsutveckling
| Befolkningsutvecklingen i Irsta socken 1790–1990                                                        | Befolkningsutvecklingen i Irsta socken 1790–1990 | Befolkningsutvecklingen i Irsta socken 1790–1990 | Befolkningsutvecklingen i Irsta socken 1790–1990 | Befolkningsutvecklingen i Irsta socken 1790–1990 |
| --- | ------------------------------------------------ | ------------------------------------------------ | ------------------------------------------------ | ------------------------------------------------ |
| |                                                  |                                                  |                                                  |                                                  |
| År |                                                  |                                                  | Folkmängd                                        |                                                  |
| 1790 | 1790                                             |                                                  | 1 071                                            |                                                  |
| 1800 | 1800                                             |                                                  | 1 070                                            |                                                  |
| 1810 | 1810                                             |                                                  | 1 027                                            |                                                  |
| 1820 | 1820                                             |                                                  | 1 094                                            |                                                  |
| 1830 | 1830                                             |                                                  | 991                                              |                                                  |
| 1840 | 1840                                             |                                                  | 1 109                                            |                                                  |
| 1850 | 1850                                             |                                                  | 1 198                                            |                                                  |
| 1860 | 1860                                             |                                                  | 1 147                                            |                                                  |
| 1870 | 1870                                             |                                                  | 1 227                                            |                                                  |
| 1880 | 1880                                             |                                                  | 1 208                                            |                                                  |
| 1890 | 1890                                             |                                                  | 1 206                                            |                                                  |
| 1900 | 1900                                             |                                                  | 1 297                                            |                                                  |
| 1910 | 1910                                             |                                                  | 1 345                                            |                                                  |
| 1920 | 1920                                             |                                                  | 1 227                                            |                                                  |
| 1930 | 1930                                             |                                                  | 1 166                                            |                                                  |
| 1940 | 1940                                             |                                                  | 907                                              |                                                  |
| 1950 | 1950                                             |                                                  | 762                                              |                                                  |
| 1960 | 1960                                             |                                                  | 1 105                                            |                                                  |
| 1970 | 1970                                             |                                                  | 1 528                                            |                                                  |
| 1980 | 1980                                             |                                                  | 2 222                                            |                                                  |
| 1990 | 1990                                             |                                                  | 2 939                                            |                                                  |
| Anm: Källor: Umeå universitet - Tabellverket 1749-1859, Demografiska databasen, CEDAR, Umeå universitet |                                                  |                                                  |                                                  |                                                  |